# Catocala repudiata
Catocala repudiata är en fjärilsart som beskrevs av Otto Staudinger 1888. Catocala repudiata ingår i släktet Catocala och familjen nattflyn. Inga underarter finns listade i Catalogue of Life.